# Лаво-Сент-Ан
Лаво́-Сент-Ан (фр. Lavault-Sainte-Anne) — коммуна во Франции, находится в регионе Овернь. Департамент коммуны — Алье. Входит в состав кантона Южный Монлюсон. Округ коммуны — Монлюсон.
Код INSEE коммуны — 03140.

## Население
Население коммуны на 2008 год составляло 1188 человек.
| 1962 | 1968 | 1975 | 1982 | 1990 | 1999 | 2008 |
| ---- | ---- | ---- | ---- | ---- | ---- | ---- |
| 532  | 570  | 1000 | 1111 | 1131 | 1158 | 1188 |

## Экономика
В 2007 году среди 759 человек в трудоспособном возрасте (15—64 лет) 469 были экономически активными, 290 — неактивными (показатель активности — 61,8 %, в 1999 году было 61,5 %). Из 469 активных работали 423 человека (225 мужчин и 198 женщин), безработных было 46 (15 мужчин и 31 женщина). Среди 290 неактивных 55 человек были учениками или студентами, 90 — пенсионерами, 145 были неактивными по другим причинам.

## Достопримечательности
- Церковь Св. Анны (XII век)
- Алтарь церкви (XII век)
- Психиатрическая больница «Шарите» (XIX век)
- Часовня Шарите (XIX век)
- Мельница